# Ryota Sato
Ryota Sato (ur. 15 października 1986) – japoński zapaśnik w stylu klasycznym. Brązowy medal na mistrzostwach Azji w 2009. Zajął szóste miejsce w mistrzostwach świata w NoGi-grapplingu w 2013 roku.